# 第三條道路 (波蘭)
第三条道路（波蘭語：Trzecia Droga，縮寫為TD）是波兰的一個政黨联盟，在2023年波蘭議會選舉時成立。該聯盟由波蘭2050以及波蘭人民黨領導的波蘭聯盟組成。2025年6月17日，第三條道路因波蘭人民黨退出而解散。

## 歷史
波蘭2050領袖西蒙·霍洛尼亞和波蘭人民黨領袖瓦迪斯瓦夫·科西尼亚克-卡梅什兩人於2023年2月時宣布兩黨間將進行司法、教育等領域合作。
在長時間的協商後，他們於4月時決定組成聯盟參選2023年波蘭議會選舉，並在5月時公布以「第三條路」作為聯盟之名。即使在選舉時組成聯盟，但兩黨協議在下一屆眾議院裡分別成立不同黨團。
西蒙·霍洛尼亞及瓦迪斯瓦夫·科西尼亚克-卡梅什二人都表示願意與他黨合作，包括公民綱領、Wolnościowcy等。

## 名稱
「第三條道路」旨在讓選民有法律與公正與公民纲领兩大政黨以外的選擇,它因其多元立場而被認為屬於大帐篷。儘管有立場重疊，但第三條路並不與第三条道路之政治立場相關。

## 立場
該聯盟立場以中间至中間偏右、基督教民主主義與親歐洲主義為主，意圖爭取曾支持法律與公正黨選民們的選票。根據該聯盟的宣言，他們希望增加預算領域的收入、改革教育、推動再生能源，並簡化稅收制度，以及進行墮胎公投等，大多數成員在社會議題上都較為保守。
在意識形態上，波蘭聯盟因受波蘭人民黨及波蘭中心影響而偏向农业主义、保守及基督教民主主義，而Union of European Democrats以社会自由主义為主。波蘭2050則以中間路線為主，且受綠色政治的影響。又因有前公民聯盟的加入，故黨內也有基督教民主主義和自由主義存在。
聯盟對LGBTQ的立場並不明確，波蘭2050內部分人士反對同性婚姻。

## 選舉紀錄

### 眾議院
| 選舉年 | 得票      | 得票率（%） 及排名 | 席次     | 席次增減 | 執政     |
| ------ | --------- | ------------------ | -------- | -------- | -------- |
| 2023   | 3,110,670 | 14.4（#3）         | 65 / 460 | ▲ 65     | 聯合政府 |

### 參議院
| 選舉年 | 得票      | 得票率（%） 及排名 | 席次     | 席次增減 | 執政     |
| ------ | --------- | ------------------ | -------- | -------- | -------- |
| 2023   | 2,462,360 | 11.5（#3）         | 11 / 100 | ▲ 11     | 聯合政府 |